# Селски район
Селските райони са области, които не са урбанизирани. Те са с ниска гъстота на населението и обикновено голяма част от земята е заета със селското стопанство.
В повечето части на света селските райони намаляват, като това явление се наблюдава от 19 век или малко преди това, както по отношение на територията, която заемат, така и по отношение на делът на населението, живеещо в тях.
Урбанизацията все повече нахлува в селските земи, като същевременно ги нарушава, а благодарение на механизацията на селското стопанство силно е намалял броя на работниците, които са необходими за обработката на земята, докато алтернативна заетост, обикновено е по-лесно да се получи в градовете.
В някои развити страни разрастването на градските райони силно е намалило онези области, които могат да бъдат наречени селски и в тях се прилагат мерки за планиране на земеползването за защита на спецификата на селските райони по различни начини.